# Формело
Формело (итал. Formello) је насеље у Италији у округу Рим, региону Лацио.
Према процени из 2011. у насељу је живело 5143 становника. Насеље се налази на надморској висини од 171 м.

## Становништво
Према резултатима пописа становништва 2011. у општини је живело 11.909 становника.
| 1936. | 1951. | 1961. | 1971. | 1981. | 1991. | 2001. | 2011.  |
| ----- | ----- | ----- | ----- | ----- | ----- | ----- | ------ |
| 1.240 | 1.677 | 2.067 | 2.810 | 5.245 | 7.574 | 9.271 | 11.909 |